# Одал

Одал

Одал (Отіл або англ. Othalan) — двадцять четверта і остання руна германського Старшого футарка (першого варіанта рунічної абетки). Відповідає кириличній літері О (або латиничній O). Остання руна третьої Аети. Назва руни означає «спадщина».
Пряме примордіальне значення: успадкована власність (будинок). Те, що є важливим для окремої людини. Закон роду, процвітання групи. Батьківщина, духовна спадщина, фундаментальні цінності. Допомога в духовних і фізичних подорожах. Джерело безпеки, збільшення і достаток.
Протилежне до нього примордіальне значення: недостача загальноприйнятого порядку, бідність, бездомність. Гірка доля, втрати, провінційність. Відчуття перепони на шляху.

## Кодування
| Unicode UTF-16   | U+16df                       |
| назва по Unicode | RUNIC LETTER OTHALAN ETHEL O |

## Галерея

прапор Фольксдойче у Незалежній Державі Хорватії
символ 7-й добровольчої гірської дивізії СС «Принц Ойген»
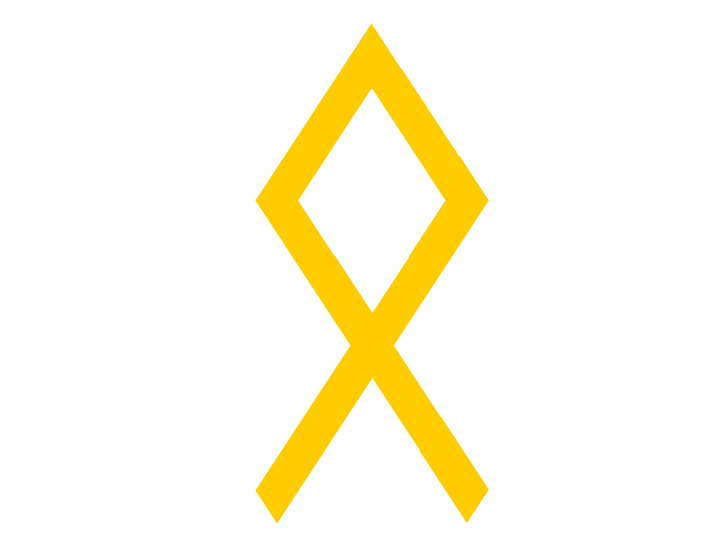
Знак 14-ї танкової дивізії Третього Рейху